# 미국 극동 육군
미국 극동 육군(영어: United States Army Forces in the Far East (USAFFE), 필리핀어: Hukbong Katihan ng Estados Unidos sa Malayong Silangan (HKEUMS))은 1941년 7월 26일부터 1946년 6월 30일까지 존재했었던 미국 육군의 극동 전구 사령부였다. 현재 주일 미군의 육군 근무 구성군 사령부인 주일 미국 육군으로 재편성되었다.

## 역사

### 설립 배경과 초기
미국과 일본은 당시 가쓰라-태프트 밀약을 맺어 조선을 일본의 식민지로, 필리핀을 미국의 식민지로 인정하였다. 일본은 중국과 동아시아 지역을 침공하여로 식민지와 세력을 늘려가자, 이에 따른 대비하기 위한 대응책으로 미국 고위 사령부 설치가 고려되었고, 전쟁부는 새로운 사령부의 지휘관으로 필리핀 지부장을 맡고 있던 더글러스 맥아더 대장을 지목하였다.
1941년 7월 26일, 필리핀 제도의 마닐라에 극동 육군을 설립하고, 맥아더를 복직시켜서 그를 초대 사령관으로 임명하였다. 그가 필리핀으로 오기 전, 조지 그런트 소장이 1940년 5월부터 필리핀 지부장으로서 근무하고 있었으며, 극동 육군의 설립과 맥아더의 취임으로 오랫동안 근무할 필요가 없어졌기에 그는 10월 23일까지 직책을 맡고 11월에 미국 본토로 귀환하였다.
1942년 3월 맥아더와 지휘부는 미국의 대통령 프랭클린 D. 루즈벨트의 직접 명령에 따라 주필 미국 육군을 창설하여 중장으로 임시로 진급한 조너선 웨인라이트 장군에게 필리핀을 맡기고 오스트레일리아로 탈출하였다.

### 태평양 전쟁
1942년 1월, 미국-영국-네덜란드-오스트레일리아 사령부(ABDACOM)가 창설되었는데, 이 연합 사령부가 동남아시아와 남서 태평양 지역의 모든 연합군 부대를 통제하였다. 극동 육군 또한 ABDACOM에 예속되었으며 일본군과의 전투를 이어갔다. 3월에 프랭클린 D. 루스벨트는 직접적으로 명령을 내려 맥아더로 하여금 사령부를 이끌고 오스트레일리아로 후퇴하도록 하였다.
맥아더는 3월 20일 오스트레일리아 남부의 테라위로 건너가 기자들과의 인터뷰에서 "I came out of Bataan and I shall return→난 바탄에서 빠져나가지만, 다시 돌아갈 것이다"라고 밝히고, ABDACOM 사령관직에 임명되었다. 3월 20일 조너선 웨인라이트 중장은 주필 미국 육군(영어: U.S. Army Force in the Philippines (USFIP))으로 명명된 필리핀 잔존 군대를 지휘하였고, 6월 9일에 사상자를 최소화하기 위해 완전히 항복하였다.
1943년 4월 18일, ABDACOM은 오스트레일리아 멜버른에서 남서태평양 지역, 총본부(GHQ, SWPA)로 대채되었다.
1944년 10월 20일 레이터 만 상륙을 시작으로 필리핀을 수복했으며, 이듬해 1945년 7월 4일에 모든 일본군을 몰아내므로서 필리핀 전역을 끝맺었다. 이후 필리핀의 독립에 따라 1946년 7월 4일 해산하였다.

### 군정기
1947년 1월 1일, 도쿄도 다이이치 빌딩에서 극동사령부가 창설되었다. 더글러스 맥아더 원수는 첫 번째 극동 사령관 겸 극동 미군 최고사령관 직책에 임명되었다. 일본의 항복 직후 일본 열도를 점령한 제8군을 예하에 두었다.
1950년 3월 28일, 교토 지역의 제1(I) 군단과 센다이 지역의 제9(XI)군단은 대규모 군비 축소에 따라 해체되었다. 따라서 제8군은 도쿄의 제1기병사단, 센다이의 제7보병사단, 규슈의 제24보병사단, 오사카의 제25보병사단를 직접 지휘하게 되었다.

### 6.25 전쟁
1950년 6월 25일 새벽에 조선인민군이 기습적으로 38선을 넘어 남쪽으로 진격하면서 6.25 전쟁이 발발하였다. 유엔과 해리 S. 트루먼 대통령의 개입 명령에 따라 극동 육군은 제8군 사령관 월턴 워커 중장에게 구마모토현 캠프 우드에 주둔하고 있던 제24보병사단에게 한반도 상륙을 명령하였다. 윌리엄 F. 딘 소장은 예하의 제21보병연대, 1대대를 선발대로 보냈다. 스미스 임무대(영어: Task Force Smith 스미스 태스크포스[*])로 명명된 대대는 오산에서 진격하던 조선인민군 육군의 병력과 마주쳤으며, 그들과 약 7시간가량 전투를 하였고, 10개 사단의 전력을 보유한 것을 알았다.
제24보병사단 본대와 제8군 예하 병력이 차례대로 한반도에 전개했다.
8월 10일, 제8군이 많은 사단을 통제하는데 어려움이 있음을 확인하여 3개 군단의 지원을 요청하였다. 제1(I), 9(XI)군단이 재소집되어 9월 13일과 23일에 한반도에 전개하였으며, 군단은 제8군 예하의 사단을 배속받아 지휘하였다. 나머지 제10(X)군단은 8월 26일 유엔 사령부에서 재창설되어 상륙군 사령부로서 편성되었다. 맥아더 장군은 FEC/UNC 참모장인 에드워드 M. 알몬드 소장을 군단장으로 지목하고 그의 참모장 직책을 유지하게 한 채 로 10 군단을 지휘하게 되었다. 제10(X)군단은 X Force로서 인천 상륙 작전을 통해 전환을 뒤집는 역할을 하였다.
1951년 4월 11일, 해리 S. 트루먼 대통령ㅇ,ㄴ 심한 갈등 끝에 맥아더를 모든 직책에서 해임하였다. 그의 후임으로 매슈 리지웨이가 임명되었으며, 에드워드 M. 알몬드 소장의 제10(X)군단은 제8군에 예속되었다.
1952년 4월, 극동사령부는 도쿄 히비야에서 이치가야, 극동 육군은 요코하마로 지휘부를 옮겼다.
5월 12일, 마크 웨인 클라크가 사령관으로 임명되었다.
9월 5일, 일본 후지산을 배경으로 한 어깨 소매 인식표를 부여받았다.
10월 1일, 주일 군수 사령부(JLC)의 임무가 극동 육군에 통합되었다.
1953년 1월 16일, KCOMZ가 극동 사령부에서 극동 육군로 예속되었다.

### 해체
1953년 10월, 극동 육군은 가나가와현 자마시의 캠프 자마로 지휘부를 옮겼다.
1954년 1월 1일에 제9(IX)군단은 제8군에서 극동 육군으로 예속 전환되었다. 그리고 한미상호방위조약에 따라 창설된 주한 미군으로 한반도 주둔군에 대한 통제권이 넘어갔다.
10월 20일 제8군과 합쳐져 "AFFE/제8군"이 되었다. 이듬해 제8군이 서울 용산 기지로 옮겨가면서, 캠프 자마의 지휘부는 후방사령부가 되었다.
1957년 1월 1일, 제9군단이 류큐 제도 육군 사령부와 합병하여 "HQ RYCOM/제9(IX)군단"이 되어 같은 해 11월에 오키나와 캠프 버크너로 옮겨갔다.
7월 1일, 주한 미군이 창설되면서 제8군이 주한 미군의 육군 구성 사령부 겸 야전군으로서 예속변경되어 극동 육군을 떠나고, 극동 육군은 주일 미국 육군(USARJ)으로 재편성됨에 따라 역사 속으로 사라졌다. 어깨 소매 인식표는 1959년 4월 3일 재디자인되어 주일 미국 육군에 재부여되었다.

## 역대 지휘관
1. 대장/원수 더글라스 맥아더, 1941년 ~ 1951년 4월 11일
2. 대장 매슈 리지웨이, 1951년 4월 12일 ~ 1952년 5월 11일
3. 대장 마크 웨인 클라크, 1952년 5월 12일 ~ 1953년 10월 7일
4. 대장 존 E. 홀, 1953년 10월 7일 ~ 1955년 4월 1일
5. 대장 레이먼 렘니체르, 1955년 4월 1일 ~ 1975년 7월 1일

## 부대
| - USAFFE 본부 - 필리핀 사단 - 마닐라-수빅 만 해안 방어대 - 필리핀 육군 항공대 - 제26기병연대 - 제43보병연대 - 제86야전포병연대 - 제88야전포병연대 - 제808헌병중대 | - USAFFE 본부 - 북루손군 - 포트 산티아고 - 제11사단 - 제21사단 - 제31사단 - 남루손군 - 포트 윌리엄 맥킨리 - 제11사단 - 제41사단 - 제51사단 - 제71사단 - 비사얀-민다나군 - 세부 - 제61사단 - 제81사단 - 제101사단 - 필리핀 사단 - 극동 공군 - 제26기병연대 - 제43보병연대 - 제86야전포병연대 - 제88야전포병연대 - 제200해안포병연대 - 제192전차대대 - 제194전차대대 - 제808헌병중대 |

### 1943년

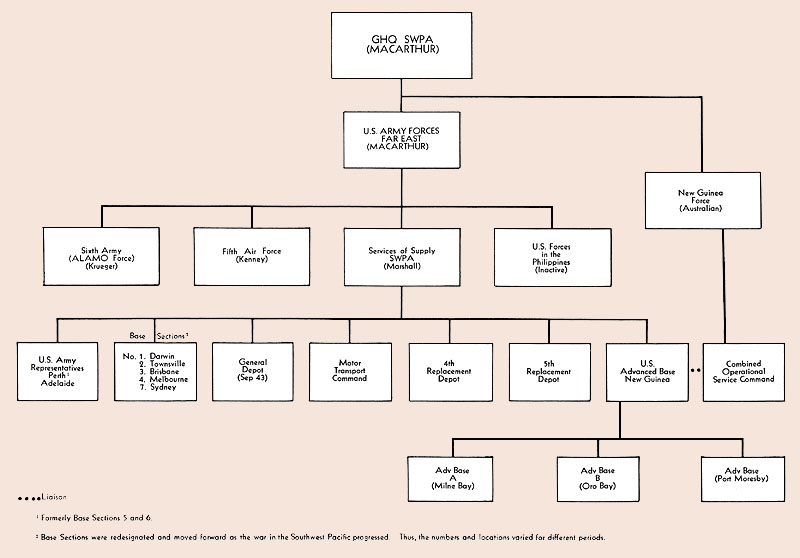
SWPA 사령부의 지휘 조직, 1943년 7월

- 제6군; 1943년 1월 ~ 1946년 1월 26일
  - 제1군단
  - 제2공병특별여단
  - 제503낙하산보병연대
- 제8군; 1944년 1월 10일 ~ 1946년 6월 30일
- 제10군; 1944년 6월 20일 ~ 1945년
- 제5공군
- 지원근무군 남서태평양 지역대 (USASOS)
  - 애들레이드 퍼스 미국 육군 대표
  - 기지반 (Base Section)
    - 다윈
    - 타운스빌
    - 브리즈번
    - 멜버른
    - 시드니

  - 종합창; 1943년 9월
  - 차량수송사령부
  - 제4보충창
  - 제5보충창
  - 뉴기니 전진기지대
    - 밀른만
    - 오르만
    - 포트모르즈비
- 주필 미국 육군 (USAFIP); 1942년 6월 9일, 항복 및 활동 중지.

### 6.25 전쟁
- 제8군
  - 제1(I)군단
  - 제9(IX)군단
  - 제10(X)군단
  - 주한 미군 군사고문단
  - KCOMZ; 1953년 1월 16일 ~ 1956년
- 제16(XVI)군단, 예비대; 1951년 5월 10일 ~ 1954년 11월 20일
- 주일 군수사령부 (JLC); 1950년 8월, 창설 ~ 1952년 10월 1일, 극동 육군에 기능이 흡수됨.

## 기록

### 소속
- 1942년 2월, 미국-영국-네덜란드-오스트레일리아 사령부 (ABDACOM)
- 1942년 4월, 남서태평양 지역 총본부 (GHQ, SWPA)
- 1945년 6월 1일, 미국 태평양 육군 총본부 (GHQ, AFPAC)
- 1947년 1월 1일, 극동사령부 총본부 (GHQ FECOM)

### 계보
- 1941년 7월, HQ, Untied States Army Forces in the Far East (USAFFE)→미국 극동 육군
- 1952년 10월, HQ, Untied States Army Forces, Far East (HQ AFFE)→미국 극동 육군
- 1959년 3월, Untied States Army Japan (USARJ)→주일 미국 육군

## 같이 보기
- 미국-영국-네덜란드-오스트레일리아 사령부
- 남서태평양 지역사령부
- 주일 미국 육군

## 참조
1. 1 2 3  “U.S. Army, Japan” (영어). 미국 육군 문장학 연구소. 2014년 10월 12일에 원본 문서에서 보존된 문서. 2014년 6월 11일에 확인함.
2. ↑  “"I Came out of Bataan and I Shall Return"” (영어). Monument Australia. 2014년 6월 11일에 확인함.
3. ↑  James, D. Clayton (1970). 《The Years of MacArthur》 (영어) 1, 1880–1941판. 보스톤: Houghton Mifflin Harcourt. 105-106쪽. ISBN 0-395-10948-5. OCLC 60070186.
4. ↑  “유엔군 지휘체계”. 대한민국 육군. 2015년 9월 23일에 원본 문서에서 보존된 문서. 2013년 7월 14일에 확인함.

- “Order of Battle : U.S. Army Forces in the Far East - 8 December 1941” (영어). Orders of Battle. 2012년 2월 13일에 원본 문서에서 보존된 문서. 2014년 4월 25일에 확인함.